# John Wake, 1. Baron Wake
John Wake, 1. Baron Wake (* 1268; † um den 10. April 1300) war ein englischer Adliger.

## Leben
Er war ein Sohn von Baldwin Wake, Herr von Liddel Strength in Cumbria, und von Hawise de Quincy. Sein Vater war 1282 gestorben, bis zu Johns Volljährigkeit wurde das Erbe seines Vaters von Edmund, 2. Earl of Cornwall verwaltet.
Zwischen 1288 und 1297 diente Wake in der damals dem englischen König gehörenden Gascogne in Südwestfrankreich. Am 24. Juni 1295 wurde er by writ zum Baron Wake, of Liddell, erhoben und in das Parlament berufen. 1297 diente er als Captain in den Scottish Marches in Cumberland und Westmorland und nahm an den Feldzügen während des ersten schottischen Unabhängigkeitskrieges teil. 1298 kämpfte er in der Schlacht von Falkirk.
Er heiratete vor dem 24. September 1291 Joan, die vermutlich eine Tochter von Sir John Fitzbernard aus Kingsdown in Kent war, nach anderen Angaben soll seine Frau eine Tochter von Sir William de Fiennes und von Blanche de Brienne, Dame de La Loupelande gewesen sein. Er hatte mit seiner Frau mindestens drei Kinder:
- John Wake
- Thomas Wake, 2. Baron Wake (1298–1349)
- Margaret Wake, 3. Baroness Wake (um 1300–1349)